# Charly-Oradour
Charly-Oradour è un comune francese di 667 abitanti situato nel dipartimento della Mosella nella regione del Grand Est.

## Società

### Evoluzione demografica
Abitanti censiti